# ドン・プロダクションズ
ドン・プロダクションズ（英: Don Productions ,Ltd）は、ロンドンとドバイにオフィスを持つ映像制作会社である。2000年創立。

## 概要
映像に関するあらゆる分野で、ロンドン、ドバイを拠点に日本語・英語にて制作サービスを提供している会社。映像制作から撮影のコーディネート、ロケ地のリサーチ、機材の手配を行っている。イギリス国内からヨーロッパ大陸、アラブ首長国連邦（ドバイ、アブダビ）、カタール、オマーン、バーレーン、クウェートなどを営業地域としてカバーしている。

## 主な事業内容
- CM制作
- PV制作
- ドキュメンタリー制作
- コーディネート

（コーディネーター　イギリス全土、欧州、ドバイ、アブダビ、カタール、バーレーン、オマーン）
- ロケコーディネーター
- リサーチ業務
- 機材手配(35mm、RED、HD、特機等)
- クルー手配（DOP、ローダー、フォーカス、照明、グリップ、ヘアメーク、美術等）

## 事業所
- イギリス・ロンドン
- アラブ首長国連邦・ドバイ

に存在する。